# Staten Island
Staten Island er et borough i den amerikanske by New York, der er klassificeret som et af fem boroughs.
Bydelen Staten Island omfatter øen Staten Island samt de mindre øer Isle of Meadow, Pralls Island, Shooters Island, Swinburne Island og Hoffman Island.
Staten Island er det tyndest befolkede borough af New Yorks fem boroughs. Store dele af bydelen var tidligere domineret af gårde, som hovedsageligt havde mælkeproduktion, og nogle af disse var i drift helt frem til 1960'erne. Bydelens fortsatte befolkningstilvækst siden åbningen af Verrazano-Narrows Bridge har imidlertid ført til trafikoverbelastning på grund af vejreguleringer og vejarbejde.
Staten Island har 443.728 indbyggere (2000) og en befolkningstæthed på 2.929,6/km².